# Castelo de Yverdon-les-Bains
O Castelo de Yverdon, situa-se na cidade de Yverdon-les-Bains, no cantão de Vaud e foi construído de 1260 a 1270 por Pierre II de Saboia - seguido imediatamente pela construção da nova cidade - o castelo foi usado como alojamento para os condes e duques de Sabóia durante a sua estadia em Yverdon-les-Bains. Desde 1536, foi a casa do “bailli” (magistrado civil na época Bernese), entre  1805-1825, acolheu o Instituto Pestalozzi. É um belo exemplo de fortaleza de planície, idêntica às fortalezas quadradas da Saboia e, em seguida, transformada conforme a necessidade, agora em grande parte recuperada. O Castelo de Yverdon é propriedade do Município de Yverdon-les-Bains.